# NGC 5078
إن جي سي 5078 هي مجرة حلزونية من القدر m11 تقع في إتجاة كوكبة الشجاع على بعد يقدر بحوالي 94 مليون سنة ضوئية (28 فرسخ فلكي) عن الأرض.يبلغ قطرها 127,000 سنة ضوئية وربما تكون عضوا في مجموعة إن جي سي 5061 المجرية
إن جي سي 5078 ذات نواة مجرية نشطة من نوع لاينر
ممر الغبار في إن جي سي 5078 مشوه، ربما بسبب التفاعل مع المجرة المجاورة IC 879، والتي هي بنفسها مشوهة على شكل 'S' بسبب التفاعل. والمسافة الفاصلة بين المجرتين تبلغ حوالي 61,000 سنة ضوئية وللمقارنة، فأن سحابة ماجلان الكبرى تبعد حوالي 160,000 سنة ضوئية من درب التبانة. اللون المزرق قليلا في أجزاء المجرة الخافتة يوحي بوجود نشاط تشكل نجمي، ربما ناجم عن التفاعل. اللقاءات بين المجرات مثل هذا أمر شائع، وغالبا ما يؤدي إلى اندماجها في كيان واحد. ومن المرجح أن ممر غبار إن جي سي 5078 هو بقايا غبار حلزوني سقط عليها منذ فترة طويلة.

## الإكتشاف
اكتشفت إن جي سي 5078 بواسطة ويليام هيرشل في عام 1786.